# Kim Hyun-joong
Dans ce nom coréen, le nom de famille, Kim, précède le nom personnel.
Kim Hyun-joong (coréen : 김현중) né le 6 juin 1986 à Séoul, est un chanteur, musicien, danseur et mannequin sud-coréen, occasionnellement acteur.
Il était le leader du boys band SS501.
En 2009, il a entamé une carrière d'acteur à la télévision, en interprétant le rôle de Yoon Ji Hoo dans la série Boys Over Flowers (꽃보다 남자) version coréenne.

## Biographie

### Jeunesse
Dès son adolescence, Kim Hyun-joong veut devenir musicien et joue de la basse dans un groupe de rock amateur.

### Carrière

#### Début
Remarqué par la DSP Enternainment, Kim Hyun-joong intègre les SS501, groupe d’idoles masculines composé de cinq membres, où il devient le leader. Le 8 juin 2005, ils font leurs débuts officiel et c’est le succès immédiat : le boys band remporte cette année même plusieurs prix, dont celui du « Meilleur Jeune Groupe ». En 2007, le groupe entame une carrière au Japon où ils remportent à nouveau un prix, celui des « Meilleurs nouveaux artistes ».
Parallèlement à l’activité du groupe, il participe à plusieurs émissions de variétés et fait apparition dans quelques sitcoms. En 2009, il commence sa carrière d’acteur avec une série dramatique en interprétant le second rôle (Yoon Ji Hoo) du célèbre manga japonais, Hana yori Dango (Boys Over Flowers), dans sa version coréenne. Ce rôle lui vaut le prix du « Jeune Acteur Masculin le plus populaire », au Festival BaekSang en 2009. En 2010, il interprète Baek Seung Jo dans le drama sud-coréen Playful Kiss.
Début 2011, il apparaît dans la nouvelle série télévisée sud-coréenne, intitulée Dream High.
Côté musique, Kim Hyun-joong joue de la basse (bon niveau), de la guitare, de la batterie, du piano, ainsi qu'un peu d'Alto.
Le 1er août 2009, à Séoul, le boys band SS501 entame avec succès sa première tournée asiatique qui a duré jusqu'en début 2010 à travers dix différents pays d'Asie.

#### Juin 2010: arrêt du contrat avec la DSP Entertainment
En juin 2010, à cause de l'expiration du contrat du groupe avec la DSP Entertaiment, les SS501 doivent se séparer. Tous les membres ont par la suite signé des contrats avec d'autres labels, et poursuivent donc chacun une carrière en solo, mais les cinq membres promettent de tout faire pour maintenir les activités du groupe.

#### 2011: en solo

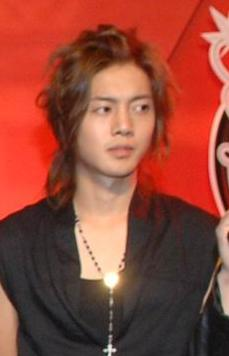
Kim Hyun-joong en 2008.

Le 8 juin 2011, Kim Hyun-joong a sorti son premier mini-album solo, Break Down, avec comme premier single Break Down, en compagnie de Double K. Il a été produit par Steven Lee, qui a par ailleurs composé Love Like This et Love Ya, chansons des SS501. il réalise en parallèle la vidéo de son single Please, présent dans son mini-album.
L'album aurait dépassé les 70 000 pré-commandes en 10 jours et été vendu plus de 100 000 fois selon l'échelle des charts Hanteo en deux semaines.
Il est également arrivé no 1 aux charts de Gaon pendant la deuxième semaine de juin et également à l'Oricon au Japon dans la catégorie « Albums internationales importés » pendant la première semaine de juillet. Le 16 juin 2011, il remporte un prix à l'émission M! Countdown, faisant de lui le premier membre de SS501 à remporter un grand prix, il en a également gagné un à Music Bank, grâce à son single Break Down.
Le président de Warner Music Taïwan lui a certifié Break Down en single de platine en une conférence de presse tenue à Taiwan.
En octobre 2011, il sort son second mini-album, Lucky. Il arrive au Top 5 au Billboard World charts. Lucky est à nouveau en tête des charts de Gaon pendant la troisième semaine d'octobre 2011 et a été l'album le plus vendu à cette même période, comme le confirme Hanteo Album Sales Chart. Le 25 octobre 2011, Hyun-joong a sorti un single en featuring avec Seohyun (des Girls' Generation), intitulé « The Magic of Yellow Ribbon ».
En novembre 2011, il remporte le prix de « Style Icon Award » au 2011 KIA Soul People’s Choice pour la troisième année consécutive. Le 9 novembre, Hyun-joong a annoncé lors d'une conférence de presse qu'il a signé un contrat avec Universal Music Japan pour ses activités musicales au Japon, ainsi que pour sa tournée dans ce même pays. Il a terminé avec succès sa tournée au Japon qui a commencé le 9 novembre, attirant plus de 30 000 fans. Il a remporté par la suite le prix du « Meilleur artiste solo masculin » à la cérémonie des Mnet Asian Music Awards qui s'est tenue à Singapour.
Le 15 décembre 2011, il sort un nouveau single digital, Marry You/Marry Me. L'extended play se compose de 4 chansons, Marry Me, Marry You, Marry Me (instrumental) et Marry You (instrumental). Les clips-vidéos de Marry Me et Marry You sont sorties également le 15 décembre 2011, et publiés le même jour sur la page YouTube officielle de Kim Hyun-joong.

#### 2012: retour desSS501et autres
Kim Hyun-joong a annoncé lors d'une interview, début 2012, que son groupe SS501 sera de retour avec une tournée et un nouvel album en fin d'année. En raison du service militaire de Kyu Jong, le comeback est repoussé à plus tard, aucune date fixe n'a été révélée.
Il obtient, en avril 2012, le rôle principal dans le drama sud-coréen City Conquest, jouant le rôle de Baek Mir. Par la suite, Hyun-joong entreprend une tournée à travers différents pays d'Asie, comme la Chine, Taïwan, Singapour, Corée du Sud, et autres. Il poursuit par ailleurs ses activités au Japon.
Le 5 octobre 2012, Kim Hyun-joong sort son nouveau mini-album japonais, Unlimited, avec sa chanson titre Heat.

#### 2013: en solo au Japon,Tonight
Kim Hyun-joong, sort, le 9 juin 2013 au Japon, un maxi single intitulé Tonight, et composé de 3 chansons ; Tonight, Cappuccino et Love Story. Il avait tenu auparavant, le 4 juin, un fan meeting à Tokyo, lui permettant de promouvoir son nouveau single Tonight et d'en dévoiler le clip. Tonight s'est vendu à plus de 100 000 exemplaires le jour de sa sortie, permettant ainsi à Kim Hyun-joong d'obtenir le titre de « meilleur artiste étranger ayant vendu le plus d'albums en une journée au Japon ».

#### 2013: retour en Corée du Sud (ROUND 3)
Pour son retour en Corée du Sud, Kim Hyun-joong sort l'album ROUND 3 le 22 juillet 2013. Le chanteur s'affiche sur la pochette de l'album très musclé et avec des faux tatouages traditionnels coréens. Afin de promouvoir ROUND 3, il prévoit la sortie de deux singles. Le premier, intitulé Unbreakable, en partenariat avec le rappeur Jay Park, sort le 17 juillet 2013 accompagné du clip. Le second, nommé Your Story, est dévoilé le 28 juillet 2013 ainsi que la vidéo.

#### 2015: service militaire
Kim Hyun-joong part, le 12 mai 2015, effectuer son service militaire obligatoire, avant de revenir en 2017[réf. nécessaire].

## Discographie

### Albums
- 2008 : Single Digital ; Thank You
- 2011 : 1er mini-album ; Break Down
- 2011 : 2e mini-album ; Lucky
- 2011 - 2012 : Single Digital ; Marry Me, Marry You
- 2012 : Unlimited (mini-album japonais)
- 2013 : ROUND 3

### Singles
- 2005 à 2010 : Singles avec le groupe SS501.
- 2011 : 제발 (Please)
- 2011 : Break Down
- 2011 : Kiss Kiss
- 2011 : Lucky Guy
- 2011 : Marry Me
- 2011 : Marry You
- 2012 : Kiss Kiss (version japonaise)
- 2012 : Lucky Guy (version japonaise)
- 2012 : Heat (single japonais)
- 2013 : Unbreakable

### Clips vidéos
- 2005 à 2010 : Clips vidéos avec le groupe SS501.
- 2009 : Kim Joon - Jun Be O.K
- 2011 : 제발 (Please)
- 2011 : Break Down
- 2011 : Kiss Kiss
- 2011 : Lucky Guy
- 2011 : Marry Me
- 2011 : Marry You
- 2012 : Kiss Kiss (version japonaise)
- 2012 : Lucky Guy (version japonaise)
- 2012 : Heat (single japonais)
- 2013 : Unbreakable
- 2014 : Hot Sun

### DVD
- 2010 : Ready, Action! Spain Photo Book
- 2010 : Kim Hyun Joong's - First Love Story DVD

## Filmographie

### Télévision
- 2005 : Nonstop (MBC) (show TV)
- 2005 : Can Love Be Refilled? (KBS2 sitcom) (show TV)
- 2007 : Hotelier - avec SS501 (TV Arashi, show TV)
- 2008 : Spotlight - avec SS501 (MBC) (émission)
- 2008 : We Got Married (MBC) (show TV)
- 2009 : Boys Over Flowers ; Yoon Ji Hoo (KBS2) (série)
- 2010 : Playful Kiss ; Baek Seung Jo (MBC) (série)
- 2011 : Dream High (apparition dans l'épisode 1) (KBS2) (série)
- 2012 : Dream High Season 2 (apparition dans l'épisode 2) (KBS2) (série)
- 2012 : City Conquest ; Baek Mir (série)
- 2014 : Inspiring Generation : Shin Jung-Tae (rôle principal)
- 2018 : When time stopped

### Dessin animé
- 2006 : Festin de requin - (voix version coréenne)

### MC
- Music Core (2006)
- Super K-pop - Concert à Pusan (2011)